# Solteiro Forçado
"Solteiro Forçado" é um single da cantora e compositora brasileira Ana Castela, lançada em 7 de julho de 2023 na primeira parte de seu álbum de estreia, Boiadeira Internacional.

## Descrição artística
"É uma música que eu escrevi, porque estava em um momento que não estava conversando com o Gu. Eu estava sendo uma solteira forçada. Então, foi uma forma de dar uma descontada naquele nosso sentimento. Desse jeito, as outras pessoas podem se identificar. Eles percebem que é um sentimento de verdade."

— Ana Castela sobre a composição de "Solteiro Forçado"

### Composição
Parceria entre Ana Castela, Benicio, Léo Souzza, Mateus Félix, Rodolfo Alessi e Vinicius Poeta, a canção foi composta, segundo a cantora, no início de seu relacionamento com o também cantor Gustavo Mioto. Ana relata que estava num momento ruim da relação.

## Lançamento e gravação
"Solteiro Forçado" foi uma das quatro faixas lançadas no EP Boiadeira Internacional, Vol. 1, a primeira parte do DVD ao vivo Boiadeira Internacional, gravado em 10 de maio de 2023 na fronteira entre Brasil, Argentina e Paraguai.
No YouTube, foi disponibilizada em 7 de julho de 2023 e alcançou mais de 130 milhões de visualizações.

## Prêmios e indicações
| Ano  | Prêmio                                | Categoria        | Resultado | Ref.  |
| ---- | ------------------------------------- | ---------------- | --------- | ----- |
| 2023 | Prêmio Multishow de Música Brasileira | Sertanejo do Ano | Indicada  | [ 6 ] |